# Мікеланджело Антоніоні
Мікела́нджело Антоніо́ні (італ. Michelangelo Antonioni; 29 вересня 1912, Феррара, Королівство Італія — 30 липня 2007, Рим) — італійський кінорежисер, представник течії неореалізму.
Антоніоні визнаний поетом відчуження і некомунікабельності, лавреат «Оскара». Відомий тонким психологізмом у зображенні взаємин у середовищі інтелігенції.

## Біографія
Мікеланджело Антоніоні народився 29 вересня 1912 року в місті Феррара. Він походив з міщанської родини та ріс в такому ж оточенні. Освіту майбутній режисер здобув у Вищій школі економіки та комерції у місті Болонья. Під час навчання він цікавився кіно й театром, співпрацював зі студентськими театральними гуртками, керував літературним відділом та писав кінорецензії у місцевому часописі Il Corriere Padano. Пробував також малювати. У той період він розпочав зйомки документального фільму на 16-міліметровій плівці про лікарню для розумово хворих, але стрічку так і не було закінчено, бо яскраве освітлення виводило з рівноваги пацієнтів. Після закінчення 1935 року навчання, працював банківським службовцем, але 1939 року покинув цю роботу і переїхав до Рима. Там розпочав співпрацю з редакцією кіночасопису «Cinema» (на той час офіційного пропагандистського рупора фашистської партії Італії), закінчив тримісячні режисерські курси при Експериментальному центрі кінематографії, після чого спробував свої сили як співсценарист фільмів «Повернення пілота» режисера Роберто Росселліні та «Двоє похмурих» Енріко Фулькіньйоні.
1942 року Антоніоні виїздить до Парижа, де працює асистентом режисера під час зйомок класичного фільму «Вечірні відвідувачі» Марселя Карне. Після повернення до Італії зняв документальний фільм «Люди з річки По», який остаточно змонтував із залишків плівки лише через чотири роки. У 1947—1950 роках зняв шість документальних фільмів, зокрема «Заклад очищення міста» (1947), «Забобони» (1948), «Любовна брехня» (1949). Співпрацював над сценаріями до фільмів Джузеппе Де Сантіса «Трагічна гонитва» (1948) та Федеріко Фелліні «Білий шейх» (1952).
Перші власні повнометражні художні фільми Антоніоні не викликали широкого інтересу у публіки, але режисер залишався непоступливим до комерційних вимог. Вважав, що фільм від початку до кінця є витвором свідомості його творця, тому лише він несе за нього повну відповідальність. Звичайно, що це мало свої наслідки. Фінансові нестатки були постійним явищем. Хоча Антоніоні та забезпечував собі певну фінансову незалежність підробляючи у 1950-х роках інкогніто як другий режисер при створенні фільмів інших творців.
Лише 1960 року після прем'єри «Пригоди» на Каннському кінофестивалі та скандалу, викликаного цим фільмом, Антоніоні визнали як одного з найвидатніших творців епохи. Продюсери й дистриб'ютори нарешті виявили йому свій кредит довіри. Протягом короткого часу він знімає три фільми («Ніч», «Затемнення», «Червона пустеля»), головною темою яких була «смерть почуттів», неможливість порозумітися, відчуженість особи в сучасному суспільстві. У всіх цих стрічках головну жіночу роль виконує акторка Моніка Вітті, яка починаючи з «Пригоди» стала музою режисера. Дещо прохолодніший прийом останнього з цих фільмів не послабив ентузіазму, з яким вітали його наступну стрічку «Фотозбільшення», у якій пригодницький сюжет був лише причиною для роздумів над відносністю «об'єктивного» пізнання дійсності.
1970 року Антоніоні запрошують до Голлівуду. Фільмування стрічки «Забріскі-Пойнт» супроводжувалися гучною рекламою, але результат не відповідав очікуванням. Режисеру закидали нерозуміння сенсу молодіжного бунту тих часів та манірність стилю. Так сталося тому, що наприкінці 1960-х років новаторські ідеї італійського режисера перейняли його численні послідовники та імітатори, вони вже стали звичною мовою кіно. Одночасно з'явилися нові тенденції та зразки, яких не сприймав сам Антоніоні.
1972 року режисер повертається в документальне кіно і знімає 4-годинний фільм «Китай». Західні кінематографісти-ліваки на той час захоплювалися Мао та «культурною революцією» в Китаї. Ось і Антоніоні поїхав до цієї країни, але після перегляду вже готової стрічки китайська влада зарахувала його до одного з трьох головних «ворогів китайського народу» (поряд з китайським філософом Конфуцієм та німецьким композитором Бетховеном).
Його наступний художній фільм «Професія: репортер» з'являється лише 1975 року і віддзеркалює тодішні сумніви режисера. Це своєрідна маніфестація зневіри, втечі від самого себе та суспільства, самоприниження та самознищення. Стрічка «Таємниця Обервальда» (за твором Жана Кокто «В орла дві голови») була своєрідним експериментом з відеотехнікою на межі кіно і телебачення, а в стрічці «Ідентифікація жінки» режисер ще раз повернувся до своєї улюбленої теми: жінка, як істота, що не піддається пізнанню. У ті часи режисер навіть зняв один відеокліп до пісні італійського рок-співака Джанні Нанніні, але не був задоволений результатом, бо не мав відповідних коштів реалізувати задумане.
1984 року Антоніоні вразив інсульт, і здавалося, що він вже ніколи не повернеться на знімальний майданчик. Пересувався в інвалідному возику, у нього відібрало мову. А все ж режисер не здавався. 1992 року зняв 5 документальних стрічок про острови, розташовані поблизу Сицилії. А потім відважився реанімувати свій давній кінопроєкт — стрічку «За хмарами». На цих зйомках йому допомагав відомий німецький кінорежисер Вім Вендерс, який зняв пролог та епілог цієї стрічки й сцени, що поєднують її чотири окремі новели. Після показу стрічки на Венеційському кінофестивалі режисеру було влаштовано овацію.
«Коли роблю фільм — живу», — сказав колись Антоніоні. Це висловлювання чудово передає зміст його життя, особливо останніх років, коли переборюючи хворобу, неміч та фінансові проблеми він знову став за камерою. І власне таку ж назву, «Коли роблю фільм — живу», має документальна стрічка, яку його дружина Енріка Антоніоні зняла про свого чоловіка під час його роботи над фільмом «Поза хмарами». Зйомки кожної сцени відбуваються у режисера дуже складно: інколи він знімає по 30 дублів однієї сцени. Половину знятого матеріалу викидає пізніше. У нього особливий стиль стосунків з акторами. Він не дає їм багато вказівок, бо хоче зрозуміти, що актор може запропонувати без знання задуму режисера. Актори повинні бути повністю відданими йому. Антоніоні часто знімає акторів у сценах без діалогів. Він часом трактує їх як елементи пейзажу чи архітектури. Антоніоні найбільше був задоволений грою Ванесси Редґрейв у стрічці «Фотозбільшення», а найскладніше йому було приборкувати вибуховий темперамент Джека Ніколсона під час фільмування стрічки «Професія: репортер». Під час роботи над стрічкою «За хмарами» найкращі стосунки у режисера склалися з акторкою Фанні Ардан, а найгірші — з Софі Марсо.
В 1998 Антоніоні щодня переглядав хоча б один новий фільм, щоб тримати руку на пульсі сучасного кіно. Водночас він прагнув якомога скоріше забути ті картини, що сподобалися йому найбільше. Це щоб не перебувати під їхнім впливом і нічого несвідомо не запозичити.

## Фільмографія (лише повнометражні художні фільми)
- 1950: «Хроніка одного кохання» (Cronaca di un amore)
- 1952: «Переможені» (I Vinti)
- 1953: «Дама без камелій» (La signora senza camelie)
- 1953: Новела «Спроба самогубства» у фільмі «Кохання у місті» (L'amore in Città/Tentato suicido)
- 1955: «Подруги» (Le amiche)
- 1957: «Крик» (Il grido)
- 1960: «Пригода» (L'avventura)
- 1961: «Ніч» / (La notte)
- 1962: «Затемнення» (L'eclisse)
- 1964: «Червона пустеля» (Il deserto rosso)
- 1964: Вступна частина фільму «Три обличчя» (I Tre volti/Prefazione)
- 1966: «Фотозбільшення» (Blowup) — Велика Британія-Італія
- 1970: «Забріскі-Пойнт» (Zabriskie Point) — США
- 1975: «Професія: репортер» (Professione: reporter)
- 1979: «Таємниця Обервальда» (Il mistero di Oberwald)
- 1982: «Ідентифікація жінки» (Identificazione di una donna)
- 1995: «Поза хмарами» (Beyond the Clouds) — Франція-Італія-ФРН.

## Нагороди
- 1960: Спецприз журі Каннського фестивалю за стрічку «Пригода»
- 1961: Головний приз Берлінського кінофестивалю «Золотий ведмідь» за фільм «Ніч»
- 1962: Спецприз журі Каннського кінофестивалю за фільм «Затемнення»
- 1964: Головний приз Венеційського кінофестивалю «Золотий лев» за фільм «Червона пустеля»
- 1967: Головний приз 20-го Каннського кінофестивалю «Золота пальмова гілка» за фільм «Фотозбільшення»
- 1982: Почесна «Золота пальмова гілка» за стрічку «Ідентифікація жінки» на честь 35-річчя Каннського кінофестивалю
- 1995: Почесний «Оскар» за життєвий внесок у мистецтво кіно